# سيجاس
المصرية الإسپانية للغاز SEGAS LNG (سيجاز)، هي مجمع غاز طبيعي مسال في دمياط الجديدة، دمياط، مصر. يقع المجمع على بعد 60 كم غرب بورسعيد بمحافظة دمياط.
تأسست محطة الغاز المسال عام 2000 وبدأت أعمال الانشاءات في سبتمبر 2001. بدأ العمل في المجمع ديسمبر 2003 وخرجت أول شحنة في 20 يناير 2005. عند بدء تشغيلها، أصبحت سيگاز، أكبر وحدة غاز مسار أحادي القطار في العالم.

## التاريخ
في 28 مارس 2005، وقعت إني، بي بي، وإيجاس مذكرة تفاهم لإنشاء القطار الثانية. في 19 يونيو 2006، وقع الشركاء اتفاقية إطارية لزيادة قدرة الوحدة إلى 10 ملايين طن سنوياً. كان من المخطط أن يتم إمدادها من حقل ساتيس البحري في دلتا النيل. غير أنه، تأجلت الخطة لمحدودية الاحتياطيات وزيادة الطلب المحلي على الغاز في مصر.
في يوليو 2007، تلقي وزير البترول المصري السابق سامح فهمي، تقريراً من المهندس شريف إسماعيل، رئيس الشركة المصرية القابضة للغازات الطبيعية، والمهندس عبد العليم طه، رئيس الهيئة المصرية العامة للبترول، حول موقف صادرات الغاز المصري المسال من مصنع الإسالة بدمياط. وأوضح التقرير أن متوسط أسعار تصدير الغاز الطبيعي المسال من مصنع دمياط 5.2 دولار لكل مليون وحدة حرارية بريطانية «فوب» عام 2005/2006، وهذا السعر يتماشي مع مستويات الأسعار العالمية لتصدير الغاز في الأسواق الأوروبية والأمريكية-وفقاً لتقرير الوزارة. كان قد تم مراجعة سعر بيع الغاز للشركة الإسبانية الإيطالية وإدخال بعض التعديلات عليه بزيادة الحد الأقصي لسعر الغاز من أجل زيادة عائدات مصر وزيادة القيمة المضافة. كانت البداية عندما تولي المهندس سامح فهمي عام 1999 ووقتها أعلن إقامة مشروعات لإسالة الغاز وتصديره للدول الأوروبية والولايات المتحدة الأمريكية.
ظهر في تلك الفترة المهندس يحيي الكومي رجل أعمال مصري ـ له استثمارات بقطاع البترول ويتمتع بعلاقات واسعة ـ ورئيس النادي الإسماعيلي قدم للحكومة المصرية شركة يونيون فينوسا الإسبانية الإيطالية ومشروعها لإقامة مصنع لإسالة الغاز الطبيعي لتصديره للسوق الإسبانية الإيطالية لتوليد الكهرباء، وتعد شركة «يونيون فينوسا» من أكبر شركات توليد الكهرباء بإسبانيا، وكانت بحاجة للغاز في ذلك الوقت لتنفيذ خططها التوسعية بالسوق الأوروبية، فتم عرض المشروع الذي كان يملك فيه المهندس يحيي الكومي 40% مع الشركة الإسبانية، إلا أنه مع تحديد الخطوط الرئيسية للمشروع، وقبل توقيع الاتفاق تخارج الكومي من المشروع معلنا دون أسباب لتوزع حصص المساهمة إلي 80% لشركة «يونيون فينوسا» و20% للحكومة ممثلة في الهيئة العامة للبترول والشركة القابضة للغاز الطبيعي «إيجاس».
وقامت الحكومة بتسديد رأسمال المعادل لنسبة الـ20% قدرت ب75 مليون دولار تم تقسيطها علي عدة سنوات، وقع الاتفاق نهاية 2000.
بلغت استثمارات المشروع 1.3 مليار دولار لإنشاء مصنع للإسالة بمحافظة دمياط، علي مساحة 1.2 مليون متر مربع لإقامة خطي إسالة بطاقة 5.7 مليار متر مكعب من الغاز سنويا، لإنتاج 4.8 مليون طن من الغاز المسال، وتصديره لإسبانيا لمدة 25 عاماً.
وصل احتياطي الغاز المصري في تلك الفترة إلي 40 تريليون قدم مكعب، وتم تخصيص كمية الغاز المتعاقد عليها من مخزون الشبكة القومية للغاز، وهو ما كان سببا في توجيه انتقاد لاذع للمشروع، لاسيما أن مخزون الشبكة القومية كان مخصصاً في الأساس لتغذية السوق المحلية حتي عام 2020.
وفيما يتعلق بالتسعير فمن المتعارف عليه إنه يتم حساب متوسط تكلفة الغاز الطبيعي من خلال حساب كل حقل لكل شركة علي حدة، بما يشمل التكاليف الرأسمالية، وتكاليف التشغيل لمدة 20 عاماً، يضاف إليها 10% إتاوة للحكومة وضرائب الشريك الأجنبي وضرائب الهيئة العامة للبترول، وأرباح الشريك الأجنبي، ثم يتم استخلاص متوسط تكلفة الغاز الطبيعي من إجمالي الحقول، وبالتالي فإن ارتفاع تكلفة استخراج الغاز الطبيعي في أحد الحقول تؤدي إلي ارتفاع إجمالي متوسط تكلفة الغاز الطبيعي المصدر.
وقدر متوسط تكلفة الغاز الطبيعي بحوالي 1.50 دولار للمليون وحدة حرارية بريطانية، عندما كان سعر مزيج برنت 18 دولاراً للبرميل وقتها، إلا أن تقييم السعر في مشروع الشركة الإسبانية واستبعاد تكلفة الضرائب، نظرا لأن الاتفاق ينص علي تحمل الهيئة العامة ضرائب الشريك الأجنبي، واستبعاد نسبة الـ10% إتاوة الحكومة علي اعتبار أنها دخل للحكومة، أدت إلي انخفاض متوسط تكلفة الغاز الطبيعي، إلي جانب ذلك تم استبعاد تكلفة إنتاج الغاز من حقل «غرب الدلتا» التابع لشركة «بريتش جاز» البريطانية لارتفاع تكلفة إنتاج الغاز الطبيعي به.
وأدي ذلك بالنهاية إلي انخفاض متوسط تكلفة إنتاج الغاز دون 70 سنتاً للمليون وحدة حرارية بريطانية، وعلي هذا الأساس تم اعتماد سعر 75 سنتاً للاتفاق مع الشركة الإسبانية، وأعطت الاتفاقية مساحة لزيادة السعر مع زيادة سعر برميل برنت علي ألا يزيد سعر الغاز علي 1.25 دولار للمليون وحدة حرارية، وهو ما شكل أيضا نقطة خلافية كبيرة داخل الأوساط البترولية والاقتصادية التي وصفت السعر بالمتدني مقابل أسعار الغاز المصدر في باقي الدول الأخري المنتجة للغاز في تلك الفترة.
قال المهندس إبراهيم العيسوي، وكيل أول وزارة البترول لشؤون الغاز فترة توقيع الاتفاق إن تلك الفترة كانت تشهد تضاؤلاً في حصيلة إيرادات الزيت الخام، وكانت هناك ضرورة لتنمية الحقول وهو ما يستدعي توفير الاستثمارات اللازمة، فضلا عن حالة التردد التي سيطرت علي المستثمرين في الدخول إلي عملية إسالة وتصدير الغاز، وكان لابد من إنجاح أول مشروع لإسالة وتصدير الغاز بمصر. وصف العيسوي من يقيم السعر بأنه يجب أن يضع في الاعتبار تكلفة الإسالة التي تقدر بحوالي دولار للمليون وحدة حرارية وأكد علي أن اسعار توقيع الععقد تم تعديلها. وأضاف أنه عند تنفيذ المشروع، قامت الشركة الإسبانية بإنشاء مصنع الإسالة بطاقة أكبر من الطاقة المتعاقد عليها بزيادة 40%.
وهو ما سمح للمفاوضين المهندس محمد طويلة، رئيس الهيئة العامة للبترول وقتها، والمهندس هاني سليمان بالضغط علي الشركة الإسبانية، مما أسفر عن صيغة أعطت للحكومة المصرية الحق في الاستفادة بالـ40% الزائدة في طاقة المصنع وتشغيلها لحسابها، من خلال تسييل الغاز الطبيعي وتصديره لحسابها بالكامل مقابل دفع ثمن التسييل للشركة الإسبانية، 80 سنتاً للمليون وحدة حرارية.
وتابع: أعطي ذلك توازنا لاقتصاديات المشروع من خلال الشحنات المنفصلة التي صدرتها الحكومة بأسعار مرتفعة عقب ارتفاعات أسعار البترول الأخيرة. وقال المهندس محمد طويلة، رئيس الهيئة العامة والشركة القابضة للغاز «سابقا»: بغض النظر عن الأدوار الشخصية في التفاوض فإن ما يمكن تأكيده أننا بذلنا جهوداً كبيرة للحصول علي حق تشغيل نسبة 40% من مصنع الإسالة لصالح الحكومة، وهو ما أشبه بامتلاك مصنع إسالة بطاقة 3.2 مليون متر ـ مكعب تقريبا وهي نقطة إيجابية لصالح المشروع.
وقامت شركة إيني الإيطالية بشراء 50% من شركة فينوسا العالمية، مما يجعلها مساهماً بنصف حصتها في مشروع إسالة دمياط.

## المميزات التقنية
تبلغ قدرة الوحدة 5 مليون طن من الغاز المسال سنوياً. القدرة المبدئية كانت مقدرة ب5.5 مليون طن سنوياً. يشمل المجمع قطار تسييل غاز، منطقة استقبال الغاز (تمتير وتحليل)، منطقة إزالة وتجزئة سوائل الغاز الطبيعي، رصيف رسو سفن لتحميل ونقل ناقلات الغاز، مخزن لإعادة تبريد الغاز المسال ومرافق تصدير، مرافق دعم (طاقة، مياه وطرق)، مرافق معالجة وتمتير الغاز، مكثفات تبريد ومخزن للغاز المسال (وحدتان للتخزين 15.000 م³). بلغ إجمالي التكلفة الاستثمارية لمجمع سيگاز حوالي 1.3 بليون دولار أمريكي.
قامت بتصميم مجمع دمياط للغاز المسال شركة كيه‌بي‌أر وقام بأعمال الانشاءات كيه‌بي‌أر، مؤسسة جيه‌جي‌سي، إم دبليو كلوگ المحدودة، وتكنيكاس ريونيداس. أنشئت سايبم وحدات التخزين وكانت مجموعة دودسال مقاول فرعي مسئول عن إنشاء الأعمال الميكانيكية لقطار الغاز.

## إمدادات الغاز
تحصل الوحدة على الغاز الطبيعي من منطقة امتياز المياه العميقة بغرب الدلتا على بعد حوالي 140 كم من المجمع. وتمدها الشركة المصرية القابضة للغاز الطبيعي (إيجاس).
في مايو 2014، أعلنت الشركات المالكة لحق استغلال حقل تمار الإسرائيلي للغاز الطبيعي عن توقيع مذكرة تفاهم لبيع الغاز الطبيعي لشركة جاز ناتورال فنوسا الإسپانية، التي تملك مع شركة إيني الإيطالية مصنعًا لتصدير الغاز المسال في دمياط. وحسب صحيفة إسرائيلي، يعتبر هذا الاتفاق هو أول عقد لبيع الغاز الإسرائيلي لمصر، مشيرة إلى توقيع عقد مماثل مع شركة البوتاس العربية الأردنية منذ عدة أشهر.
وقالت الصحيفة، إن التفاهم الذي تم توقيعه يعني التوقيع على اتفاقية رسمية بين الطرفين خلال 6 أشهر من تاريخ التوقيع، تقضي بأن تزود إسرائيل 4.5 مليار م³ من الغاز الطبيعي سنويًا لمصر، لمدة 15 سنة، بما يعني خُمس إنتاج الحقل الإسرائيلي. وقدرت إجمالي قيمة العقد بـ20 مليار دولار، بواقع 1.3 مليار دولار تقريبًا.
وأوضحت أن نقل الغاز سيتم عبر أنبوب سيمتد من حقل تمار إلى شواطئ مصر التي تبعد عنه بحوالي 300 كم. وستتحمل الشركة المشترية تكاليف مد الأنبوب.
وسيتم توقيع عقد آخر مع شركة بي بي البريطانية، التي تملك مصنعًا مشابهًا في شمال مصر أيضاً، سيكون بمواصفات وبنود مشابهة لعقد الشركة الإسپانية. وتعمل الشركة البريطانية في مصر منذ 25 عامًا، وتنتج نحو ثلث الاستهلاك المحلي من الغاز الطبيعي.

## أسواق التصدير
تُصدر منتجات المجمع بصفة رئيسية إلى السوق الإسپاني عن طريق محطة استقبال جديدة في ساجونتو. تحصل يونيون فنوسا گاز على 3.2 مليون طن سنوياً تحصل عليها. باقي إنتاج المجمع يباع للشركة المصرية القابضة للغاز الطبيعي.

## الشركة المشغلة
تقوم بأعمال التشغيل في المجمع سيگاز، تحت إدارة يونيون فنوسا گاز، مللكية مشتركة بين يونيون فنوسا وإني. تمتلك يونيون فنوسا 20% من المشروع. باقي الأسهم تملكها الشركة المصرية القابضة للغازات الطبيعية (إيجاز - 10%)، والهيئة المصرية العامة للبترول (10%).

## توقف العمل بالشركة
في 7 فبراير 2013 توقع العمل بمرافق المحطة بعد توقف إمدادات الغاز لإستخدامه في السوق المحلي المصري.
أدى تزايد الطلب المحلي على الطاقة مع قلة الناتج من حقول الغاز المصرية إلى انخفاض صادرات الغاز المسال المصرية في 2012 إلى 4.7 مليون طن، في الوقة الذي تصل فيه قدرة وحدة سيگاز وإدكو المقدرة إلى 12.2 مليون طن سنوياً.